# شنگرفی یکساله
شنگرفی یکساله (نام علمی: Mercurialis annua) نام یک گونه از سرده شنگرفی است.